# Azusa (California)
Azusa è una città della contea di Los Angeles, California, Stati Uniti. La popolazione era di 44 712 abitanti al censimento del 2000.  Anche se spesso il nome della città viene inteso come la contrazione della frase "everything from A to Z in the USA", il nome "Azusa" è originario almeno del XVIII secolo. "The Azusa" era il nome con il quale ci si riferiva alla valle di San Gabriel e al San Gabriel River (California), ed è probabile derivi dal nome Tongva del posto, Asuksagna.